# The Babadook
The Babadook (Brasil: O Babadook / Portugal: O Senhor Babadook) é um filme de terror psicológico australiano de 2014, escrito e dirigido por Jennifer Kent em sua estreia como diretora. É estrelado por Essie Davis, Noah Wiseman, Daniel Henshall, Hayley McElhinney, Barbara West e Ben Winspear. Baseado no curta-metragem de Kent de 2005, Monster, o filme segue uma mãe viúva que deve enfrentar o medo de seu filho de um misterioso monstro humanóide em sua casa.
O filme estreou no Festival Sundance de Cinema em 17 de janeiro de 2014 e recebeu um lançamento limitado nos cinemas australianos a partir de 22 de maio de 2014, inicialmente não sendo um sucesso comercial no país. No entanto, foi um sucesso internacionalmente, arrecadando $ 10 milhões contra um orçamento de $ 2 milhões.

## Enredo
Amelia(Essie Davis) é uma viúva conturbada, que criou seu filho de seis anos de idade, Samuel, sozinha, depois que seu marido Oskar morreu em um acidente dirigindo, Amelia vai para o hospital para dar à luz. Sam começa a se comportar de maneira irregular: ele raramente dorme a noite toda e está preocupado com um monstro imaginário, que ele construiu armas para lutar. Amelia é forçada a levar seu filho para fora da escola devido a seus problemas de comportamento. Uma noite, Sam pede à sua mãe para ler um livro misterioso encontrado na sua estante. A história, "O Senhor Babadook", é de cerca de uma entidade sobrenatural: uma vez que alguém tenha conhecimento de sua existência, o monstro causa tormentos a pessoa. Amelia é perturbada pelo conteúdo do livro, enquanto Sam torna-se convencido de que Babadook está perseguindo-os. Eventos estranhos começam a ocorrer em toda a casa: portas abrem e fecham por conta própria, Amelia encontra vidro em sua comida, e sons estranhos são ouvidos sem fonte aparente. Amelia atribui os eventos para o comportamento de Sam, mas ele insiste que Babadook é responsável. Amelia rasga o livro "O Monstro de Babadook".
Na festa de aniversário do primo de Ruby, Ruby intimida Sam por não ter um pai; como resultado, Sam empurra-o de sua casa na árvore e quebra o nariz. A irmã de Amelia, Claire, admite que ela não pode suportar um "ser" em torno de Sam, e suspeita que Amelia se sente da mesma maneira. Na volta para casa, Sam tem uma outra visão de Babadook e sofre uma convulsão febril. Amelia convence um médico para receitar sedativos para Sam para ajudá-lo a dormir, na esperança de que ela também consiga dormir um pouco também. Na manhã seguinte, Amelia encontra o livro de Babadook remontado. Novas palavras dentro do livro insultam ela, afirmando que quanto mais ela nega a existência do Babadook, mais forte o monstro vai ser, crescendo dentro dela. Ele contém novas janelas pop-ups dizendo para Amelia matar seu cão, Samuel, e ela mesma. Aterrorizada, Amelia tenta convencer a polícia que ela está sendo assediada por um stalker, mas quando eles pedem o livro de histórias como prova, ela admite que o queimou. Ela percebe que eles podem ver giz em suas mãos, o que implica que ela pode ter colocado o livro de volta junto a si mesma. Babadook, então, revela-se a Amelia antes de possuí-la.
Uma noite, Amelia tem uma visão de seu marido morto, que concorda em voltar para ela se ela lhe dá Sam. Em um acesso de loucura, ela quebra o pescoço do seu cão como o livro tinha descrito anteriormente, e tenta atacar Sam. Sam apunhala Amelia na perna e incapacita ela no porão, dizendo-lhe que ele sempre vai amá-la. Quando Amelia tenta estrangular Sam, ele carinhosamente acaricia seu rosto, dando-lhe força para lutar com Babadook e, eventualmente, vomita a entidade. Sam então reitera que "você não pode se livrar de Babadook." Amelia confronta Babadook em seu quarto, gritando que ela vai matá-lo se ele prejudica Sam. Babadook cai no chão na derrota, em seguida, voa para fora do quarto e tranca-se em seu porão. Algum tempo depois, Amelia e Samuel se recuperaram com a experiência. Eles reúnem minhocas em uma tigela e Amelia leva-la até o porão, onde Babadook ainda vive. Ela coloca a bacia no chão e Babadook puxa-la em seu canto escuro para consumi-la. Amelia vai para o quintal com Sam para comemorar seu aniversário.

## Elenco
- Essie Davis ... Amelia Vanek
- Noah Wiseman ... Samuel Vanek
- Daniel Henshall ... Robbie
- Hayley McElhinney ... Claire
- Barbara West ... Gracie Roach
- Benjamin Winspear ... Oskar Vanek
- Cathy Adamek ... Prue
- Craig Behenna ... Warren
- Adam Morgan ... Sargento
- Peta Shannon ... Mãe #2
- Hachi ... Bugsy

## Produção

### Desenvolvimento
Kent estudou no Instituto Nacional de Arte Dramática (NIDA) - onde aprendeu a atuar ao lado de Davis - e se formou em 1991. Ela trabalhou principalmente como ator na indústria cinematográfica por mais de duas décadas. Kent acabou perdendo sua paixão por atuar no final dos anos 90 e enviou uma proposta por escrito ao cineasta dinamarquês Lars von Trier ,perguntando se ela poderia ajudar no set de filmagens do filme dramático de von Trier em 2003, Dogville ,para aprender com o diretor. A proposta de Kent foi aceita e ela considera a experiência em sua escola de cinema, citando a importância da teimosia como a principal lição que aprendeu.
Antes de Babadook ,ela havia completado um curta-metragem, intitulado Monster ,e um episódio da série de televisão Two Twisted . Kent explicou em maio de 2014 que as origens do Babadook podem ser encontradas no Monster , que ela apelida de "bebê Babadook ".
O roteiro começou a ser escrito por volta de 2009 e Kent afirmou que ela procurava contar uma história sobre enfrentar a escuridão dentro de nós mesmos, o "medo de enlouquecer" e a exploração dos pais de uma "perspectiva real". Em relação à paternidade, Kent explicou ainda mais em outubro de 2014: "Agora, não estou dizendo que todos queremos matar nossos filhos, mas muitas mulheres lutam. E é um assunto muito tabu dizer que a maternidade é tudo, menos uma experiência perfeita para as mulheres". Em termos de personagens, Kent disse que era importante que os dois fossem amorosos e amáveis, para que "nós [o público] realmente sentíssemos algum sentimento por eles" - Kent queria retratar as relações humanas de uma maneira positiva.
Kent aproveitou sua experiência no set de Dogville para a montagem de sua equipe de produção, ao observar que von Trier estava cercado por uma conhecida "família de pessoas". Portanto, Kent procurou sua própria "família de colaboradores para trabalhar a longo prazo". Incapaz de encontrar todas as pessoas adequadas na indústria cinematográfica australiana, Kent contratou o diretor polonês de fotografia (DOP) Radek Ladczuk, para quem o Babadook foi seu primeiro filme em inglês e o ilustrador americano Alexander Juhasz. Em termos de influências cinematográficas, Kent citou o horror da década de 1960, 70 e 80 - incluindo The Thing (1982), Halloween (1978), Les Yeux Sans Visage (1960), O Massacre da Serra Elétrica (1974), Carnaval das Almas (1962) e O Iluminado (1980) - assim como Vampyr (1932), Nosferatu (1922) e Let The Right One In (2008).
Embora o processo tenha sido desafiador e ela tenha sido forçada a reduzir o orçamento total, a produtora Kristina Ceyton conseguiu um financiamento de cerca de US $ 2,5 milhões dos órgãos governamentais Screen Australia e SAFC; no entanto, eles ainda exigiam um orçamento adicional para a construção dos sets de filmagem. Para obter os fundos para os sets, a produtora de Kent e Causeway Films, lançou uma campanha de crowdfunding do Kickstarter em junho de 2012, com uma meta de US $ 30.000. Sua meta de financiamento foi alcançada em 27 de setembro de 2012 através de promessas de 259 apoiadores, levantando US $ 30.071.

### Filmagens
O filme foi filmado principalmente em Adelaide na Austrália do Sul ,com a maioria das cenas filmadas em um palco sonoro na cidade australiana - como o financiamento era do governo estadual da Austrália do Sul, era um requisito que Kent precisava cumprir. No entanto, Kent explicou ao site Den of Geek que ela não é nacionalista e não queria que o filme fosse "particularmente australiano";
"Eu queria criar um mito em um ambiente doméstico. E mesmo que estivesse em algum lugar estranho da Austrália em algum lugar, poderia estar em qualquer lugar. Eu acho que parte disso é criar um mundo que não era particularmente australiano... Estou muito feliz, na verdade, por não parecer particularmente australiano."
-A diretora Jennifer Kent, por seu desejo de evitar o clichê e de "sensação australiana" do filme.
Uma leitura de roteiro não foi feita devido à idade de Noah Wiseman na época - seis anos - e Kent se concentrou em se relacionar, jogar e muito tempo gasto com os atores nos quais eles se familiarizavam mais. A pré-produção ocorreu em Adelaide e durou três semanas e, durante esse período, Kent transmitiu uma versão "infantil" da narrativa para Wiseman. Kent originalmente queria filmar apenas em preto-e-branco, pois queria criar uma "sensação elevada" que ainda é crível. Ela também foi influenciada por filmes de terror de primeira classe da década de 1950, por serem "muito teatrais", além de serem "visualmente bonitos e aterrorizantes". Mais tarde, Kent perdeu o interesse pela ideia em preto e branco e trabalhou em estreita colaboração com o designer de produção Alex Holmes e Radek para criar um ambiente interior "muito legal", "muito claustrofóbico", com conjuntos "meticulosamente projetados". O esquema de cores no final do filme foi alcançado sem o uso de géis nas lentes da câmera ou quaisquer alterações durante a fase de pós-filmagem. Kent citou os cineastas David Lynch e Roman Polanski como influências chave durante a fase de filmagem. Kent usou efeitos de stop motion para o monstro e uma grande quantidade de suavização foi concluída na pós-produção.

## Lançamento
A estreia global do filme foi em janeiro de 2014 no Sundance Film Festival. O filme recebeu um lançamento teatral limitado na Austrália em maio de 2014, após uma exibição em abril de 2014 no Stanley Film Festival.
Em Singapura, o filme foi lançado em 25 de setembro de 2014, no Reino Unido para divulgação geral em 17 de outubro de 2014 e nos Estados Unidos em 28 de novembro de 2014.

### Mídia doméstica
O filme, juntamente com o curta-metragem Monster, foi lançado pela primeira vez em DVD e Blu-ray na Austrália pela Umbrella Entertainment em 31 de outubro de 2014. O Blu-ray e DVD dos EUA foram lançados em 14 de abril de 2015 pela IFC Midnight e Scream Factory, e a edição especial também estava disponível nessa data. A edição especial apresenta o curta-metragem de Kent, Monster, e a história em quadrinhos, Creating the Book, de Juhasz.
No Brasil, foi lançado em edição limitada em blu-ray pela Versátil Home Vídeo em 2023.

## Temas e Simbolismo
Escrevendo para o Daily Beast, Tim Teeman sustenta que o sofrimento é o "verdadeiro monstro" em The Babadok, e que o filme é "sobre as consequências da morte; enquanto seus remanescentes vem destruindo muito tempo depois que o cadáver foi enterrado ou queimado". Teeman escreve que ele foi "agarrado" pela "metáfora imperativa" do filme de Kent, com o monstro Babadook representando "a forma de sofrimento: toda envolvente, mudando de forma, preto". Teeman afirma que o final do filme "ressaltou o tamborilar da dor e a perda do coração no filme", e conclui que informa ao público que a dor tem o seu lugar e o melhor que os humanos podem fazer é "empacotá-la".
O crítico nacional egípcio Wael filme Khairy escreveu para o Film Analysis em 22 de setembro de 2014, que The Babadook "bate em algo real, um medo humano real".
Khairy argumenta que The Babadook "significa o que está em debate", mas escreve: O malévolo Babadook é basicamente uma forma no psicológico de um trauma da mãe ... Eu acredito que The Babadook encarna o poder destrutivo do luto. Ao longo do filme, vemos a mãe insistir que ninguém irá trazer o nome do marido. Ela vive basicamente em negação. Amelia tem reprimido a aflição por anos, recusando-se a entregar a ele.
Khairy concluiu que o filme não é "baseado em algo muito real" e "sente-se uma beleza rara e até mesmo terapêutica."

## Recepção

### Bilheteria
O Babadook estreou na Austrália em 22 de maio de 2014 em apenas 13 cinemas em um lançamento limitado, arrecadando um total de apenas US $ 258.000. O filme se saiu muito melhor internacionalmente do que em seu país natal. Na América do Norte, o The Babadook estreou em um espaço limitado em três salas e arrecadou US $ 30.007, com uma média de US $ 10.002 por teatro. O filme foi classificado na 42ª posição nas bilheterias e, em 1 de fevereiro de 2015, arrecadou US $ 964.413 nos EUA e US $ 9,9 milhões em outras partes do mundo. Até o momento, as receitas mundiais de bilheteria do filme são de US $ 10,3 milhões, o que se compara favoravelmente com o orçamento de produção estimado de US $ 2 milhões.

### Resposta crítica
O Babadook foi um dos filmes mais aprovados de 2014. Possui uma taxa de aprovação de 98% no Rotten Tomatoes com base em 230 avaliações, com uma classificação média de 8,2 / 10. O consenso crítico declara: "O Babadook confia no horror real, em vez de nos sustos baratos - e possui uma história sincera e genuinamente comovente." foi o terceiro filme mais elogiado do ano no Rotten. O filme também tem uma pontuação de 86 em 100 no Metacritic, com base em 34 críticos, indicando "aclamação universal".
Glenn Kenny, escrevendo para a página oficial de Roger Ebert, chamou o filme de "o melhor e mais genuinamente provocativo filme de terror que surgirá neste século ainda muito novo". A Toronto Star chamou o conto de "simples  mas arrepiante, a estreia auspiciosa da escritora/diretora australiana Jennifer Kent, é um dos melhores filmes de terror dos últimos tempos." O crítico de cinema britânico Mark Kermode nomeou The Babadook seu filme favorito de 2014.
Em 30 de Novembro de 2014, William Friedkin , diretor de O Exorcista (1973) afirmou em seu perfil no Twitter, "Psicose , Alien , Diabolique ,e agora The Babadook ." Friedkin também acrescentou: "Eu nunca vi um filme mais aterrorizante. Isso vai assustar você tanto quanto eu."

### Comunidade LGBT
Em outubro de 2016, um usuário do Tumblr brincou viralmente que o Babadook era abertamente gay; em dezembro de 2016, outro usuário do Tumblr postou uma captura de tela viral (provavelmente alterada) mostrando o filme classificado pela Netflix como um filme LGBT. Apesar da ausência de referências explícitas à cultura LGBT no filme, fãs e jornalistas geraram interpretações de subtextos estranho no filme que muitas vezes eram explícitas, mas ocasionalmente mais sérias, destacando a personalidade dramática do personagem, traje grotesco e efeito caótico dentro de uma estrutura familiar tradicional. Em junho de 2017, The Babadook se destacou no Twitter e foi exibido como um símbolo durante o mês do orgulho daquele ano.
A resposta da mídia social ficou tão forte que os cinemas de Los Angeles aproveitaram a oportunidade para realizar exibições do filme para caridade.
Jennifer Kent disse que "amou" o meme, dizendo que "eu acho que é loucura e [o meme] apenas o manteve vivo. Pensei ah, seu bastardo. Ele não quer morrer, então está encontrando maneiras de se tornar relevante".